# 科里蓬丘山
14°43′35″S 73°51′23″W / 14.72639°S 73.85639°W
科里蓬丘山（Quri Punchu），是秘魯的山峰，位於該國中南部阿亞庫喬大區，由盧卡納斯省的普基奧區負責管轄，屬於安地斯山脈的一部分，海拔高度4,400米。